# Monastyr Dżwari

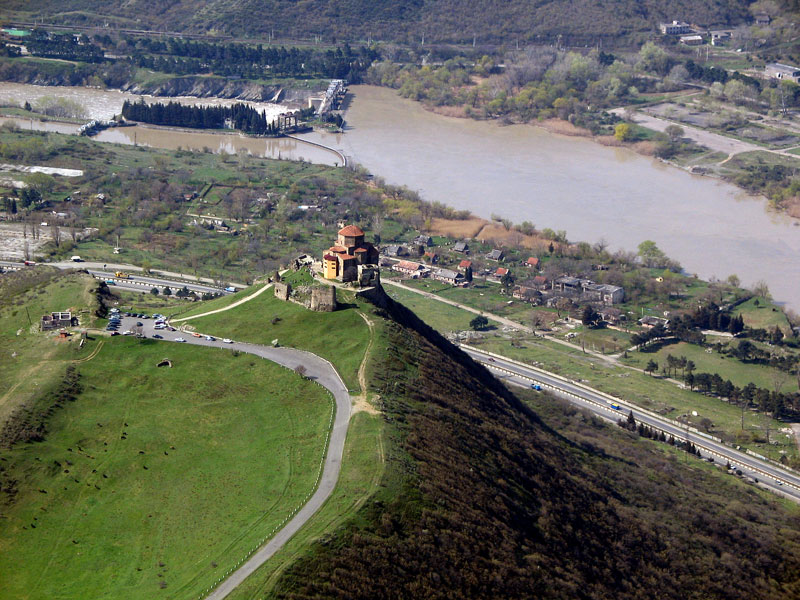
Monastyr Dżwari

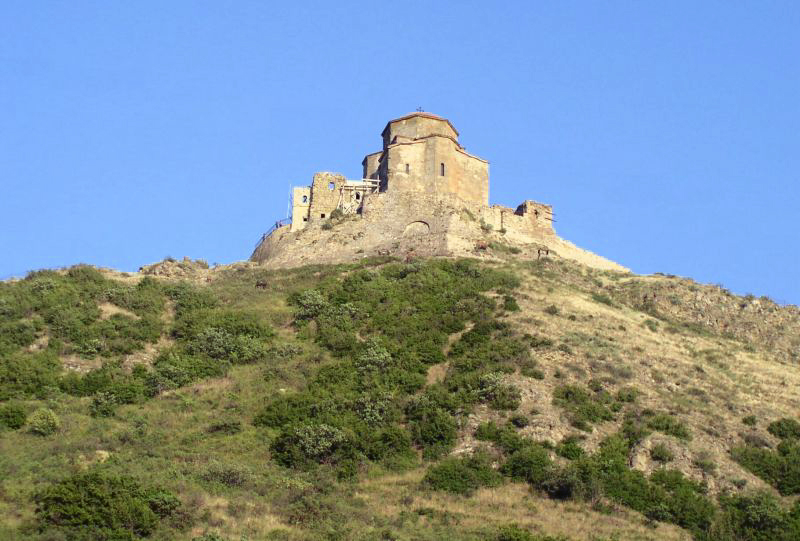
Monastyr Dżwari

Monastyr Dżwari (gruz. ჯვარი, ჯვრის მონასტერი) – prawosławny monastyr z VI w. położony niedaleko miasta Mccheta we wschodniej Gruzji. Nazwę można tłumaczyć jako "monastyr krzyża".
Według tradycyjnych źródeł Święta Nino, która nawróciła Gruzję na chrześcijaństwo, zatrzymała się na modlitwę na najwyższym wzniesieniu Mcchety i postawiła na nim krzyż. Około 545 na tym miejscu został wzniesiony pierwszy, mniejszy kościół, który został nazwany Małym Kościołem Dżwari. Drugi, większy, zwany Wielkim Kościołem Dżwari, został wybudowany obok pierwszego w latach 586-605.
Jest to czteroapsydowa świątynia (tzw. tetrakonchos), bardzo popularny typ architektoniczny na całym Południowym Kaukazie. Kościół ten służył jako wzór przy budowie innych świątyń. Jego fasadę zdobią rzadko spotykane i różnorodne płaskorzeźby. Znaczenie monastyru Dżwari rosło wraz z upływem czasu i przyciągało wielu pielgrzymów. Także dzisiaj Wielki Kościół jest wykorzystywany podczas ważniejszych uroczystości. Zachowały się też fragmenty krzyża św. Nino.
Przez wieki budynki monastyru ulegały zniszczeniu na skutek erozji oraz niewłaściwego utrzymania i braku konserwacji. Jest on obecnie wpisany na listę stu najbardziej zagrożonych zniszczeniem zabytków świata.

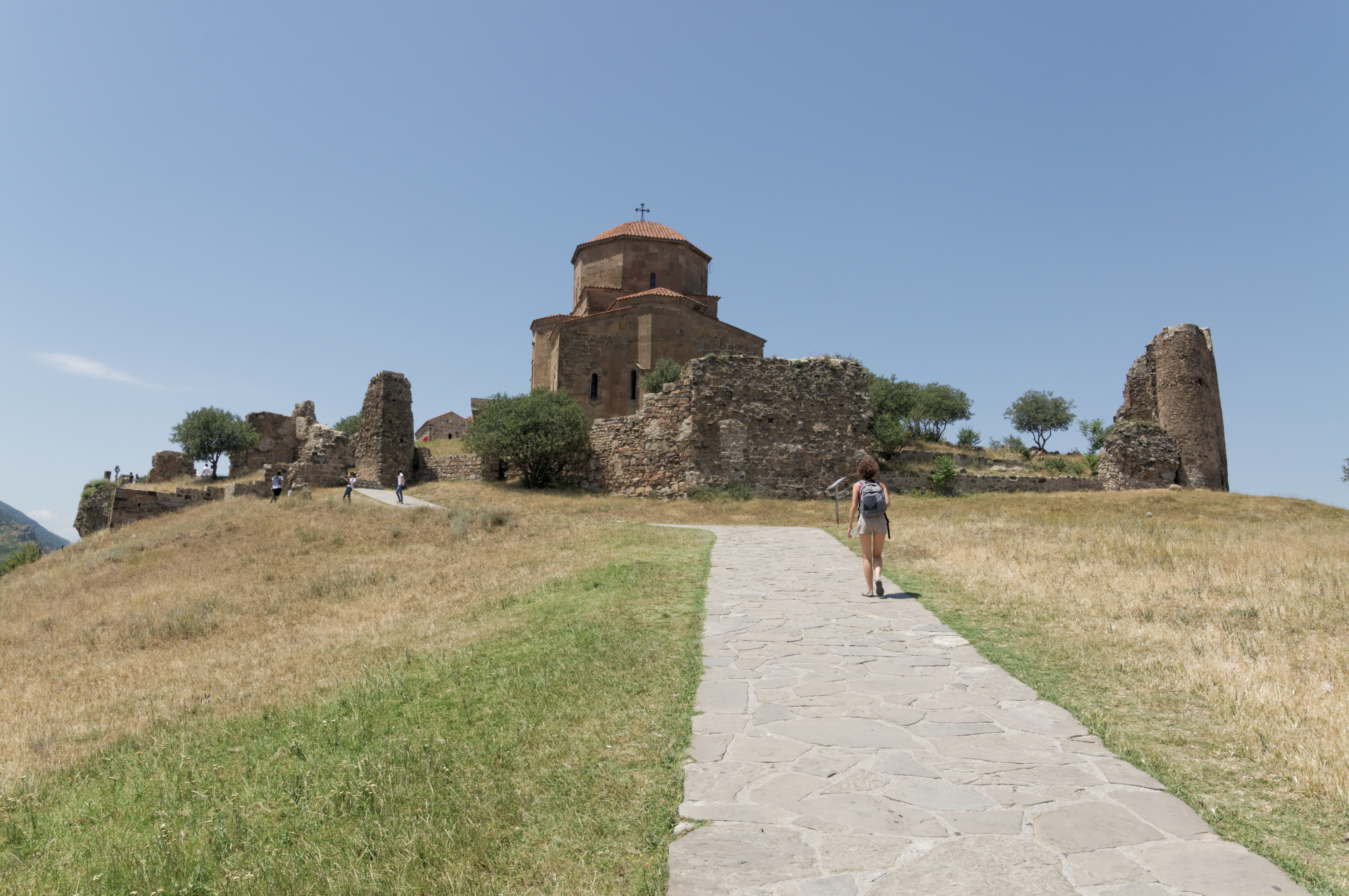
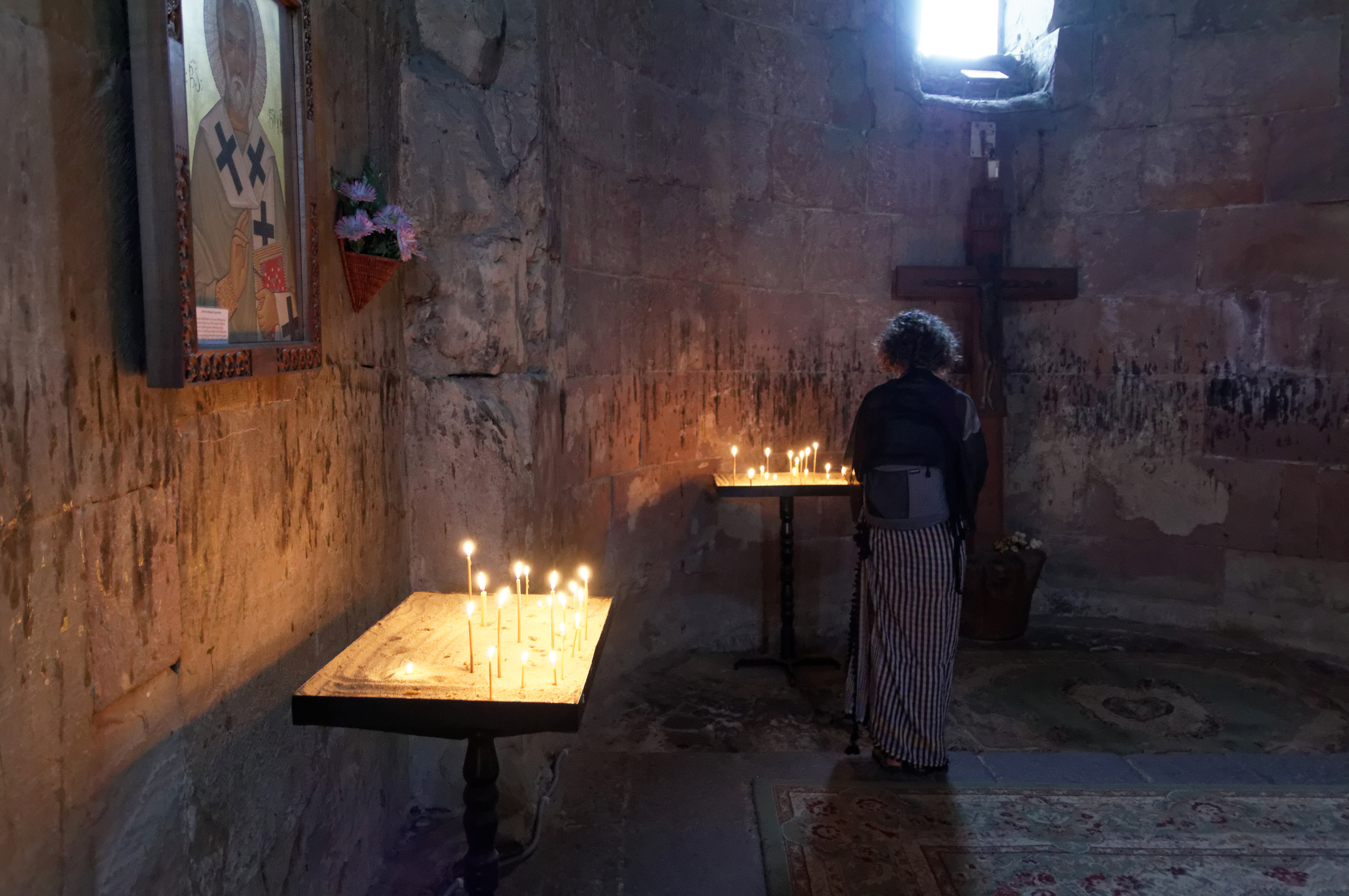
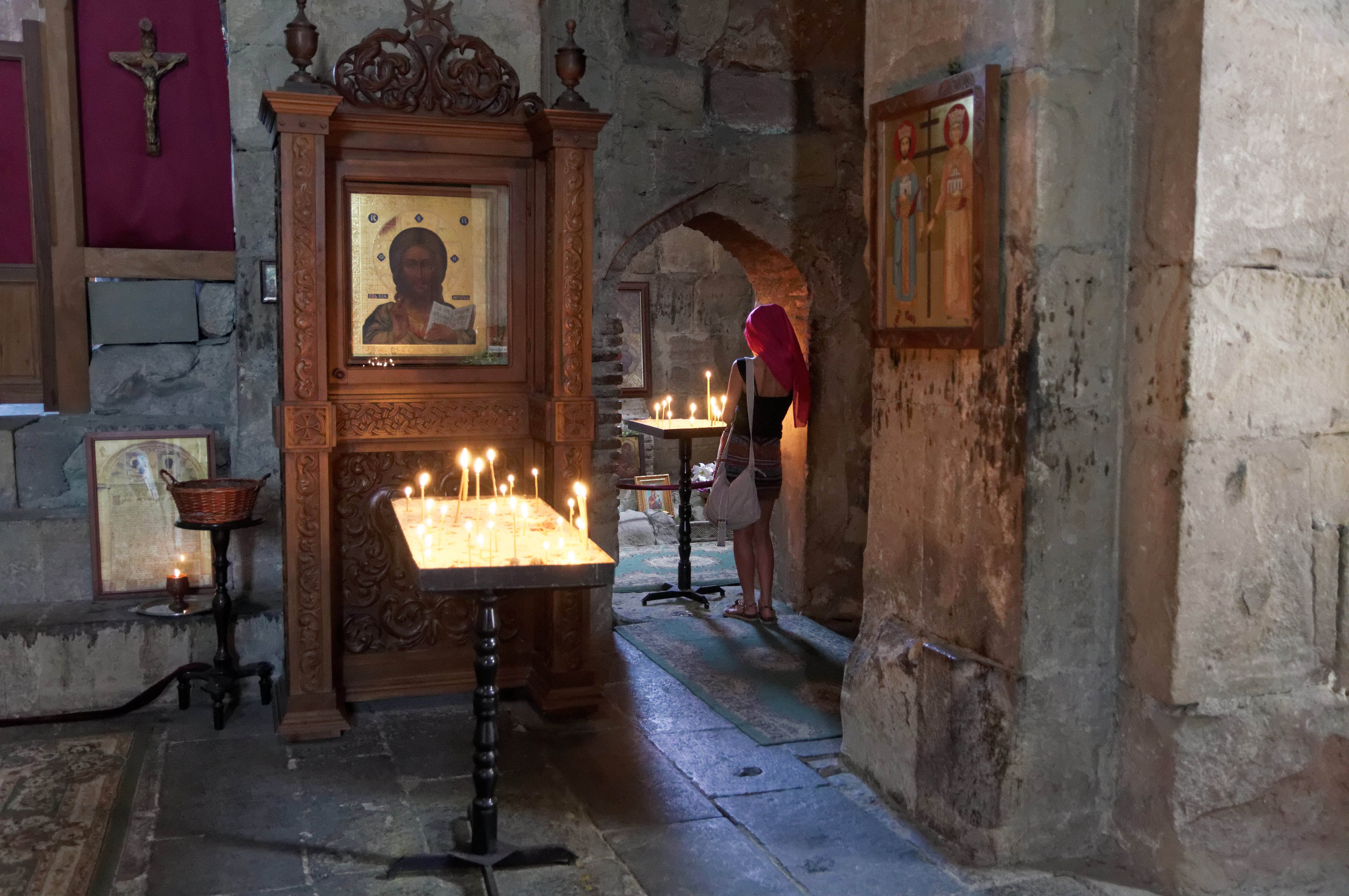
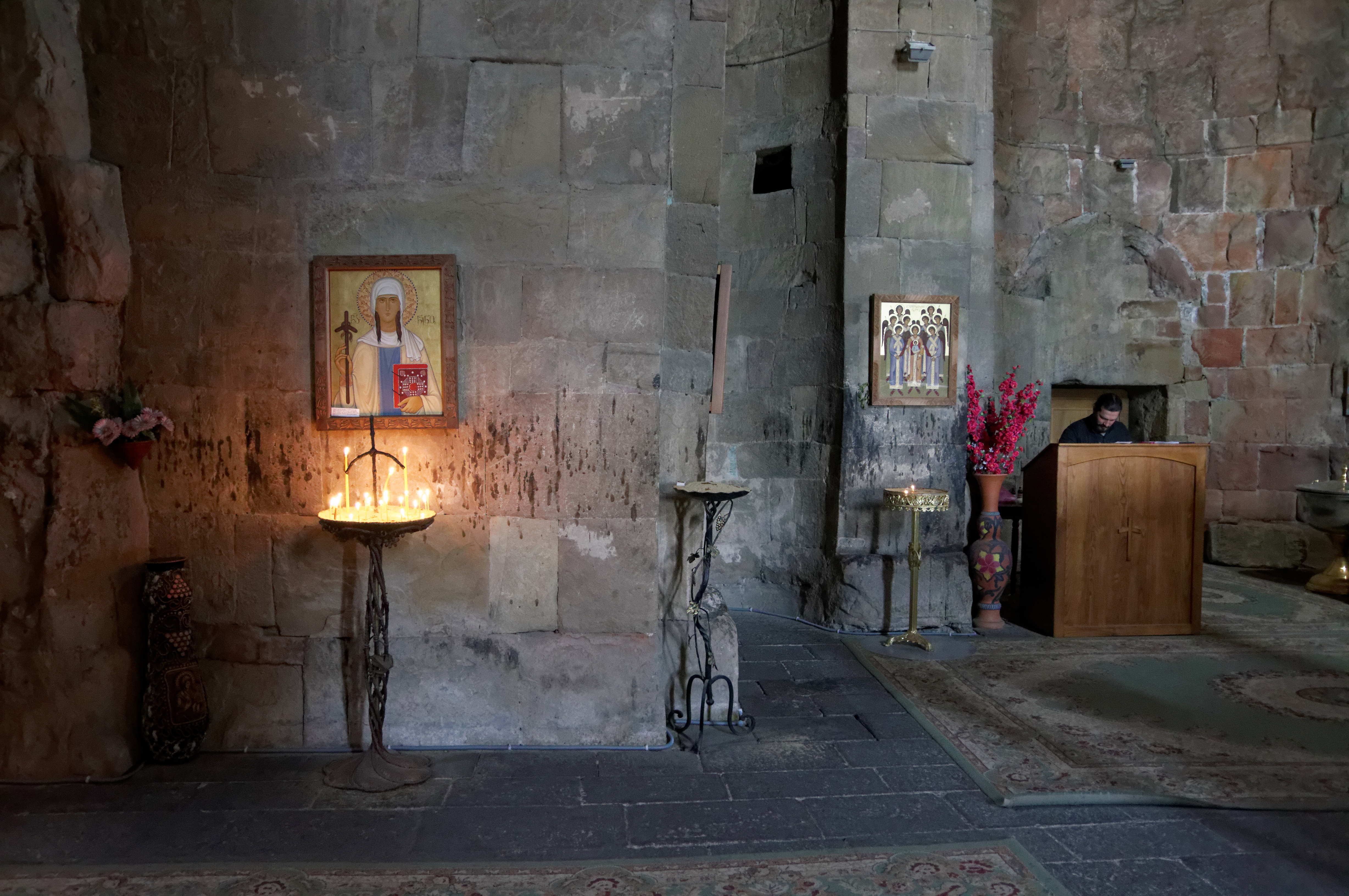
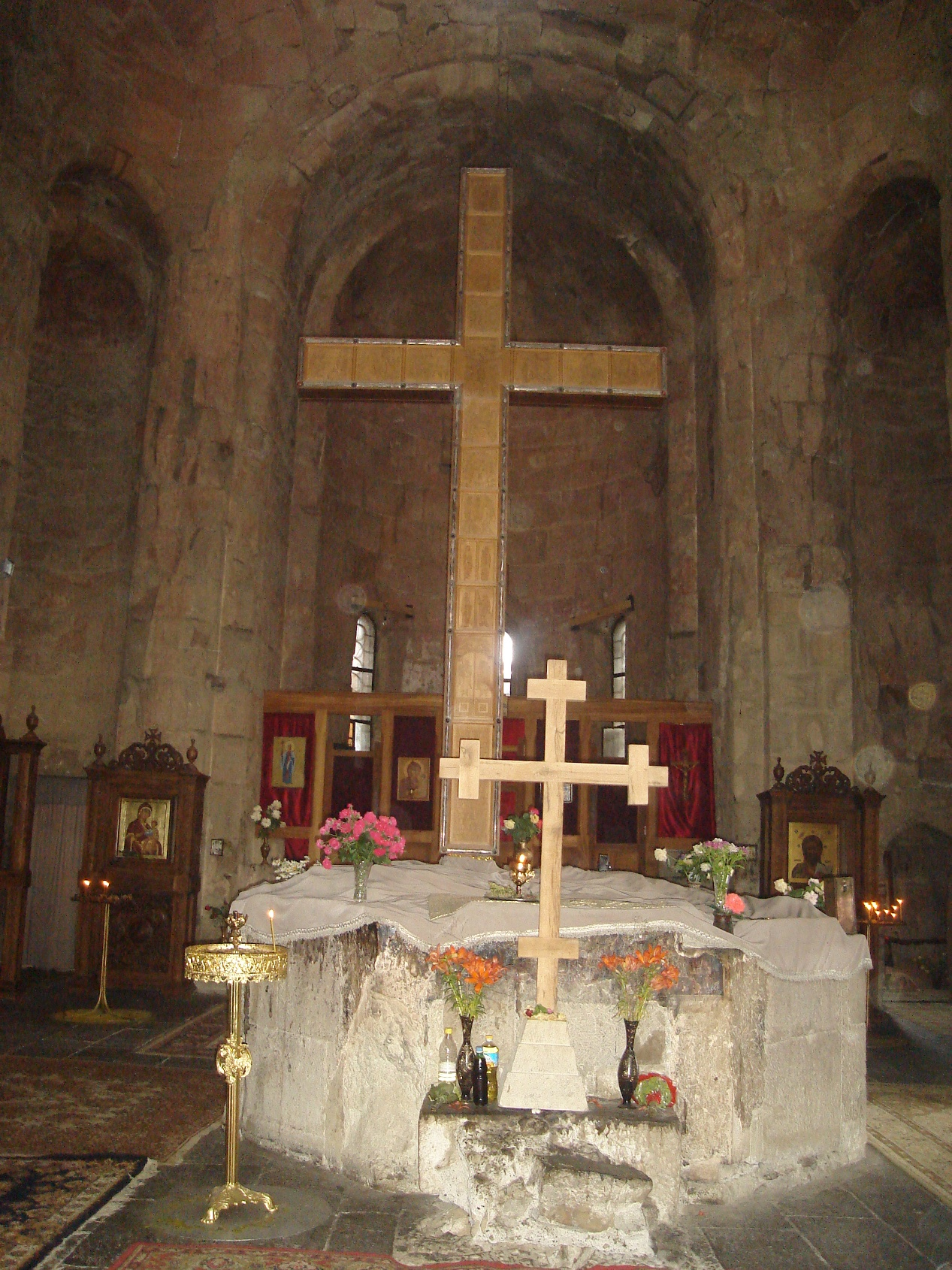
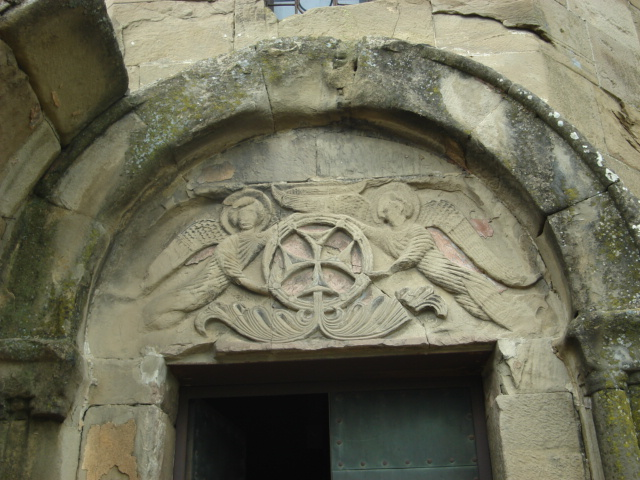
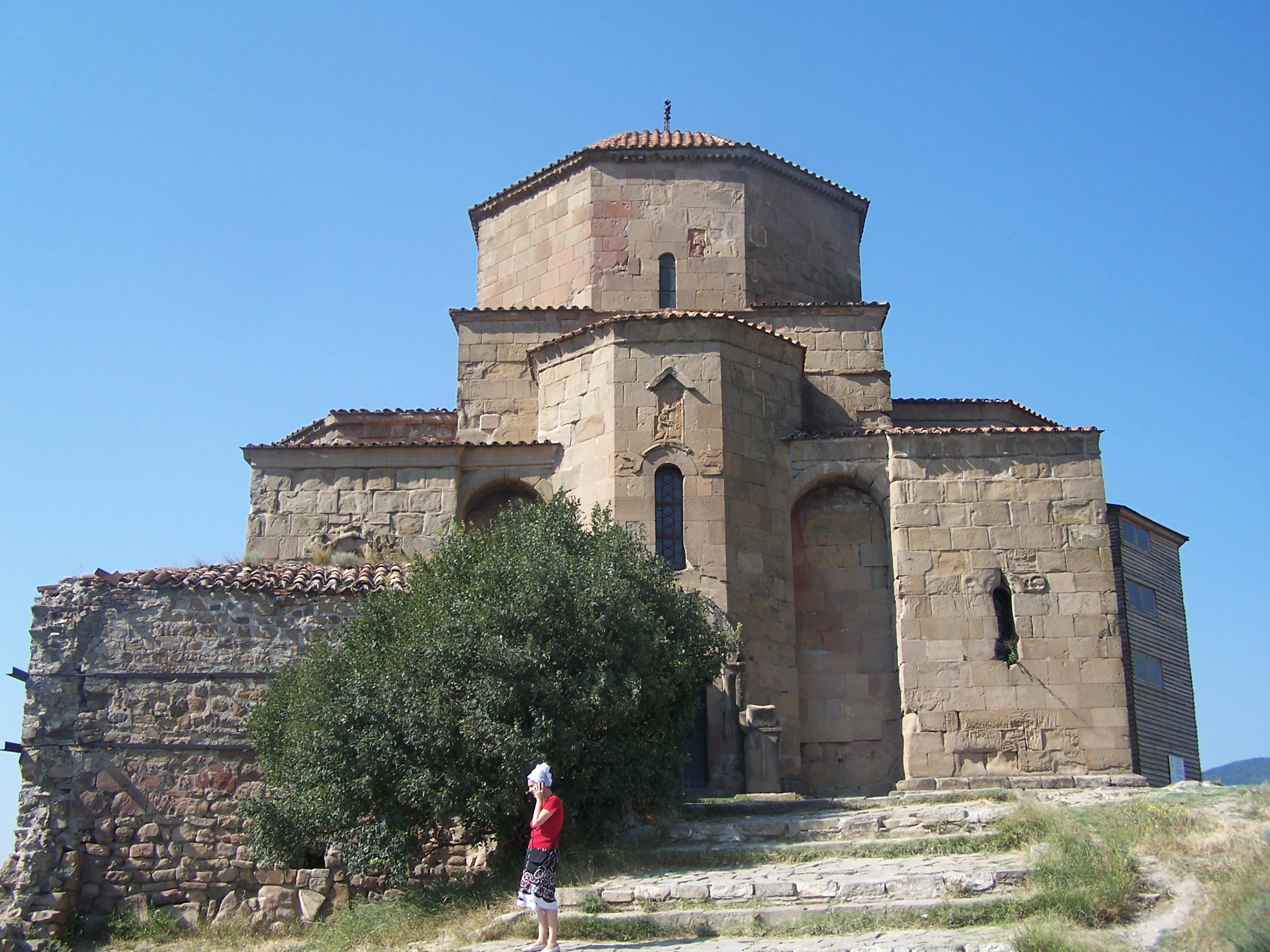